# Visuelle Anthropologie
Als visuelle Anthropologie werden jene Teile der Ethnologie (Völkerkunde) und anderer Sozial- und Kulturwissenschaften zusammengefasst, die aus ethnologischer Sicht visuelle Kulturrepräsentationen erforschen oder selbst produzieren. Dazu zählen vor allem Fotografie, Film und Videotechnik (siehe Ethnographische Fotografie, Ethnologischer Film), zunehmend aber auch Fernsehen, neue Medien, Performance, Museen und bildende Kunst. Als akademische Fachrichtung entstand die visuelle Anthropologie in den 1970er Jahren im angelsächsischen Sprachraum.

## Inhalte
Audiovisuelle Medien, Fotografie und andere spielen in der visuellen Anthropologie unterschiedliche Rollen:
- als Kulturdokument und Quelle der wissenschaftlichen Analyse,
- audiovisuelle oder fotografische Feldnotizen als Protokollinstrument und Teil der Feldforschung,
- als Methode in Forschung und Lehre,
- als Präsentationsform von Forschungsergebnissen,
- zur Erforschung visueller Repräsentation und Perzeption (siehe auch Reflexive Fotografie).

## Studium
Visuelle Anthropologie kann an folgenden deutschen Universitäten studiert werden:
1. Masterstudiengang:
  - Visual and Media Anthropology als Masterstudiengang an der Media University of Applied Sciences in Berlin
  - Visual Anthropology, Media and Documentary Practices als berufsbegleitender Masterstudiengang an der Westfälischen Wilhelms-Universität Münster[1]
2. Schwerpunkt in einem Masterstudiengang:
  - Schwerpunkt Visuelle Ethnologie im Masterstudiengang Vergleichende Kultur- und Sozialanthropologie an der Europa-Universität Viadrina in Frankfurt/Oder
  - Schwerpunkt Visuelle Ethnologie im Masterstudiengang Ethnologie an der Universität München
  - Schwerpunkt Curriculum Visuelle Anthropologie im Masterstudiengang Kulturanthropologie/Europäische Ethnologie an der Universität Göttingen

## Beispiele

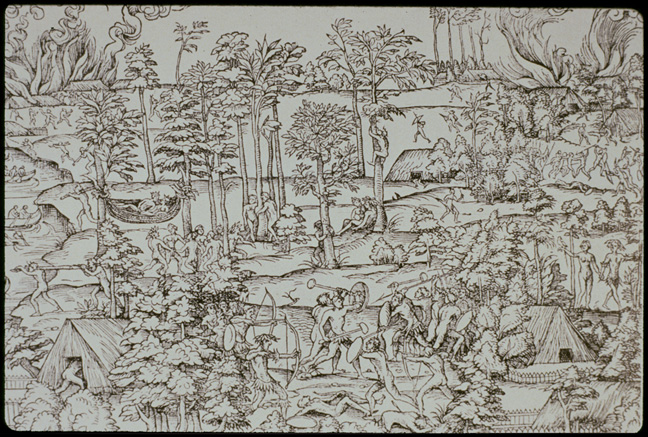
Kulturdokument. Brasilianisches Dorf, Holzschnitt aus Entrée du Roi Henri à Rouen, 1550
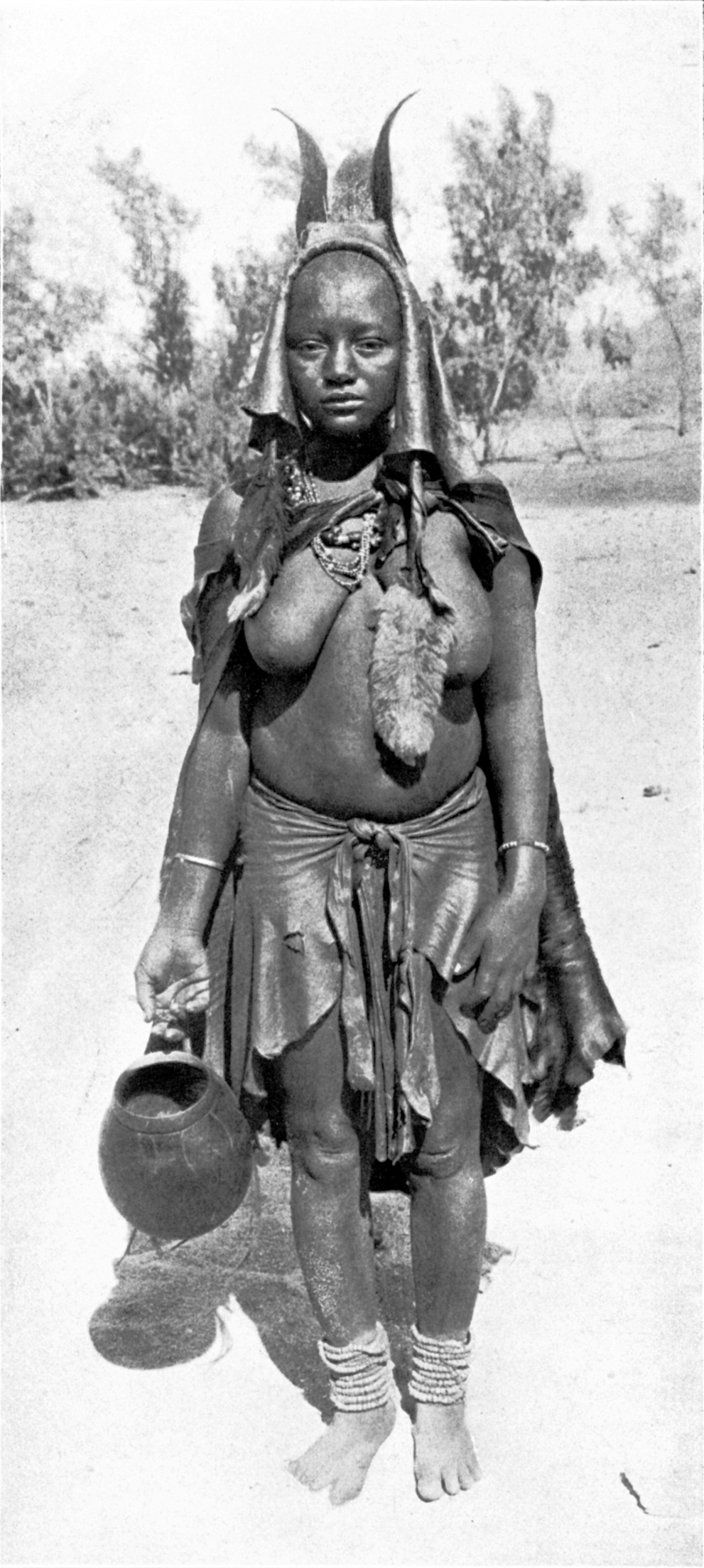
Kulturdokument. Foto einer Herero-Frau, vor 1914
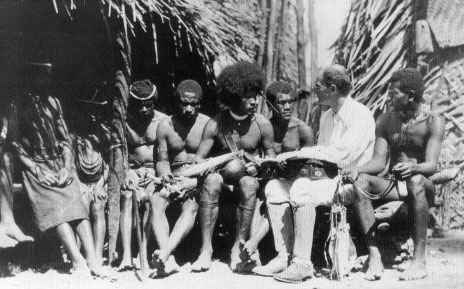
Feldnotizen. Bronisław Malinowski mit Buch, Trobriander, um 1918